# Sveti Ivan, Trst
Sveti Ivan (talijanski San Giovanni) je dio šeste tršćanske četvrti i bivše pretežno slovensko selo u blizini današnjeg središta Trsta. 
U tom je selu bio rođen slovenski pisac Vladimir Bartol po kojem je bila imenovana višestupanjska škola "Vladimir Bartol", u okviru je već sa slovenskim kao nastavnim jezikom također bila osnovna škola "Otona Župančiča – Sv. Ivan", niža srednja šola "Sv. Ciril in Metod" i Pedagoški licej "Antona Martina Slomška". U četvrti Svetom Ivanu također se nalaze dvije više škole sa slovenskim kao nastavnim jezikom te Znanstveni licej "France Prešeren" i Tehnički zavod "Žiga Zois".